# L'esprit de l'escalier
L'esprit de l'escalier (výslovnost [lɛspʁi də lɛskalje], doslovně přeloženo: „Nápad na schodech“ či „Schodová moudrost“) je francouzský výraz pro myšlenku nebo reakci, která přijde příliš pozdě a již je zbytečná. V původním významu si host vzpomene na trefnou repliku až ve chvíli, kdy už po schodišti opouští dům hostitele. Volně přeloženo: „S křížkem po funuse“
Výraz poprvé použil Denis Diderot ve svém díle Paradoxe sur le comédien.